# Hermandad Sacramental del Prendimiento (San Fernando)
La Hermandad Sacramental del Prendimiento de San Fernando, pertenece a la diócesis de Cádiz y Ceuta, es una asociación religiosa de culto católico, que tiene como título: Venerable Hermandad Sacramental y Cofradía de Penitencia de Nuestro Padre Jesús del Soberano Poder en su Prendimiento, María Santísima del Buen Fin y San Juan Evangelista.

## Heráldica

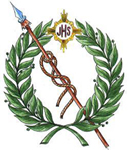
Escudo Hermandad

El escudo está compuesto por dos ramas de olivos unidas por su parte inferior, que representa el huerto de Getsemaní, una lanza y una cuerda símbolos del Prendimiento, en la parte superior se encuentra la Forma con Inscripción JHS, Jesús Hombre Salvador, señas de la Sacramentalidad de la Hermandad.

## Historia
La Hermandad se encuentra entroncada desde sus orígenes en el Barrio del Parque.
La Hermandad se funda el 21 de junio de 1982. En un principio quiso establecerse canónicamente en el Convento de las Madres Capuchinas y la Virgen se pensó llamarla del Buen Fin en su Confortación, pero al final se optó solo por el "Buen Fin".

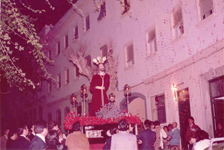
Viacrucis 1984

El 28 de marzo de 1983 es bendecida la Imagen de Jesús del Prendimiento y el 29 de marzo de 1983 (Martes Santo) sale por vez primera y lo hacía recorriendo su Barrio, en un populoso e inolvidable Vía – Crucis , en un pequeño paso cedido por la Hermandad de la Misericordia. Esta parihuela era llevada por cargadores, devotos y fieles, acompañado por el rezo del Vía – Crucis.
El 14 de mayo de 1983 es bendecida la Imagen de María Santísima del Buen Fin, que procesionaría por primera vez el Martes Santo de 1995. La imagen de San Juan Evangelista, Cotitular de la Hermandad, es bendecida el 27 de diciembre de 1983, en una entrañable Función.
En 1984 se recibe del Obispado de Cádiz y Ceuta la erección canónica de la Hermandad, realizando la Primera Salida Procesional el Martes Santo de ese mismo año 1984, en el paso de la Hermandad de Cristo Rey cedido para la ocasión. Ese mismo día se procede al Hermanamiento de las dos Hermandades, portando la Imagen de nuestro Titular cada Martes Santo el Escudo de Oro de la Hermandad de Cristo Rey.
En el año 1985 la Hermandad adquiere el paso de misterio que ha tenido hasta el 2010, a la Hermandad del Nazareno, realizando cada Martes Santo su Salida Procesional en este paso.
Ese mismo año se procede a la imposición de escapularios a los Hermanos por primera vez.
El 13 de junio de 1986 se constituye la Primera Junta de Gobierno de la Hermandad encabezada por D. Rafael Castañeda Salvatella.
En 1995 se produce la Primera Salida Procesional de Nuestra Titular María Santísima del Buen Fin desde el antiguo Templo Parroquial.

### Efemérides
Dentro de su breve historia, la Hermandad ha tenido innumerables fechas para incluir en este apartado, pero sería imposible incluirlas en su totalidad por la limitación de este medio. Para ello, se enumeran las más relevantes.
- El 21 de junio de 1982 - Fundación de la Hermandad.
- El 28 de marzo de 1983 - Bendición de la Imagen de nuestro Padre Jesús del Prendimiento.Segunda Salida Procesional

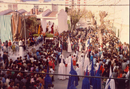
Segunda Salida Procesional

- El 29 de marzo de 1983 (Martes Santo) - Primera Salida Procesional, que se hacía recorriendo su barrio, en un populoso e inolvidable Vía – Crucis.
- El 14 de mayo de 1983 - Bendición de la Imagen de María Santísima del Buen Fin.
- El 27 de diciembre de 1983 - Bendición de la Imagen de San Juan Evangelista, Cotitular de la Hermandad.
- En 1984 se recibe del Obispado de Cádiz y Ceuta la erección canónica de la hermandad.
- En 1984 se realiza la Primera Salida Procesional el Martes Santo.
- En el año 1985 la Hermandad adquiere el paso de misterio en el que ha estado realizando la estación de penitencia hasta el 2010, a la Hermandad del Nazareno.Plaza Prendimiento

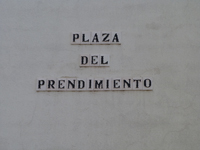
Plaza Prendimiento

- El 13 de junio de 1986 se constituye la primera Junta de Gobierno de la Hermandad.
- En 1995 se produce la Primera Salida Procesional de Nuestra Titular María Santísima del Buen Fin desde el antiguo Templo Parroquial.
- En el año 1996 se le concede a la Hermandad por parte del Ayuntamiento de la Ciudad la dedicación de una plaza en pleno corazón del Barrio del Parque, siendo rotulada como Plaza del Prendimiento.
- En el año 1998 se produce la bendición del nuevo Templo Parroquial.
- El 20 de junio de 1998 se produce el traslado de nuestras Imágenes al nuevo Templo parroquial en parihuelas.
- El 20 de mayo de 1999, se concede el Título de Hermandad Sacramental por parte del Obispado de Cádiz y Ceuta, siendo ésta una de las grandes aspiraciones de la Hermandad desde sus inicios: dar culto a Jesús Sacramentado.
- En el año 2005, el día 30 de enero se produce el acto de Hermanamiento, en presencia del Obispo Diocesano, entre nuestra Hermandad y la reciente Hermandad de la Sagrada Resurrección, teniendo su sede canónica en la misma Parroquia.
- En el mes de diciembre de 2006, tiene lugar la apertura de los actos conmemorativos del XXV Aniversario Fundacional de la Hermandad, con el Pregón del XXV Aniversario a cargo del Ilmo. Sr. D. Joaquín Rodríguez Royo, hijo adoptivo de la ciudad de San Fernando.
- El 14 de mayo de 2010 en la parte baja de los Salones Parroquiales tuvo lugar la Firma del Nuevo Paso de Misterio para Nuestro Padre Jesús del Prendimiento.
- El 15 de enero de 2011, se procedió a la recogida del Nuevo Paso de Misterio.
- El 2 de marzo de 2011, tuvo lugar la apertura de los actos conmemorativos del X Aniversario de la Cuadrilla de Cargadores de la Hermandad del Prendimiento, el Pregón estuvo a cargo de D. Ángel Luis Castro Haro. El mismo día tuvo lugar la Presentación del Cartel Conmemorativo del X Aniversario de la Cuadrilla de la Hermandad del Prendimiento, imagen realizada por el Hermano y Fotógrafo de Nuestra Hermandad D. Fernando Fossati Aragón.
- El 14 de agosto de 2011 nuestra Hermandad tuvo el honor de participar en el Histórico Vía Crucis Diocesano organizado con motivo de la Jornada Mundial de la Juventud. Nuestra Hermandad tuvo el honor de representar a la segunda estación del Vía Crucis: Jesús es traicionado por Judas y arrestado.
- El 10 de marzo de 2012, tuvo lugar la Clausura de los Actos del X Aniversario de la Cuadrilla de Cargadores a cargo de D. Rafael Ahumada Zuaza.
- El 7 de abril de 2013, todas las Hermandades de Nuestra Ciudad en un acto histórico, el Consejo de Hermandades y Cofradías y del Arciprestazgo de San Fernando acudimos a la Peregrinación hacia la Santa Iglesia Catedral de Cádiz, para conmemorar el año de la Fe.

## Imágenes

### Imágenes Titulares

#### Nuestro Padre Jesús del Soberano Poder en su Prendimiento

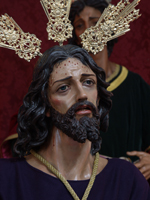
Ntro. Padre Jesús del Soberano Poder en su Prendimiento

Fue realizado por D. Alfonso Berraquero García. Es una imagen de vestir con el cuerpo anatomizado y brazos articulados, tallada en madera de cedro y policromada, en el año 1983. Luce una cabellera tallada y ojos pintados, la boca aparece abierta con los dientes superiores e inferiores tallados, así como la lengua. La última restauración doto de la modificación corporal de la imagen de Nuestro Padre Jesús del Prendimiento, obra que fue realizada por D. Joaquín Domínguez Vidal. Representa la escena del Prendimiento de Jesús en el Huerto de Getsemaní, maniatado con las manos hacia atrás y el cuerpo inclinado hacia delante, teniendo el hombro izquierdo escorado hacia delante.
Potencias realizadas en metal dorado por D. Alfonso Berraquero García en el año 1996. Juego de potencias realizadas en alpaca plateada por Antonio Santos Campanarios en 2007, siendo fruto de la donación de varios hermanos por el XXV aniversario de la fundación de la Hermandad; Túnica bordada en oro estrenada en 2010, realizada por Dolores González bajo diseño de Juan Guerrero.

#### María Santísima del Buen Fin

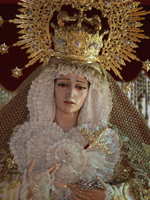
María Santísima del Buen Fin

Es una imagen de candelero, tallada en madera de cedro, policromada y realizada en el año 1983 por D. Rafael Ahumada Zuaza Se encuentra de pie, con la cabeza inclinada hacia delante, mirando hacia abajo, tiene los ojos de cristal con pestañas postizas.
Siete lágrimas surcan sus mejillas, tres en cada una de ellas. Tiene la boca entreabierta, dejando de ver solamente los dientes superiores y la lengua. Lleva las manos abiertas, sujetando un pañuelo en la mano derecha y la rosa de pasión en la mano izquierda
Corona
```
en alpaca dorada, obra de D. Rafael Ahumada Zuaza en el año 1997. Manto en color azul. Saya del mismo color, con antiguos bordados del 
siglo
 
XIX
 pasados a nuevo terciopelo por D. José Muñoz Moreno y Dña. Ana Pérez en el año 1995. Presenta varias sayas ricamente bordadas.
```

#### San Juan Evangelista

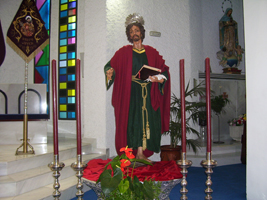
S. Juan Evangelista

San Juan Evangelista es el Cotitular de nuestra Hermandad, siendo realizado por D. Rafael Ahumada Zuaza en el año 1983.  Posee varias túnicas y mantolines para los Cultos Internos y Salida Procesional. Nimbo de plata repujada de finales de siglo XIX, de autor desconocido, donado por D. Rafael Ahumada Zuaza en el año 1985.

#### Imágenes Secundarias
- Sayón Imagen realizada por D. Rafael Ahumada Zuaza en 1983 y restaurado en el año 2017 por D. Joaquín Domínguez Vidal. El sayón aparece en la parte delantera del Misterio a la izquierda de Jesús, reflejado antes de golpearle. Su crueldad contrasta con la humildad de Cristo.
- San Pedro Imagen realizada por D. Alfonso Berraquero García en el año 1984 y restaurada en el año 2011 por D. Joaquín Domínguez Vidal. Situado al final del Misterio, junto a San Juan Evangelista, aparece con el rostro enfadado ante la imposibilidad de ayudar a Jesús, y mientras ve cómo es prendido por el romano desenvaina su espada con la mano derecha para cortarle una oreja al hijo del Sumo Sacerdote.
- Soldado Romano Imagen realizada por D. Alfonso Berraquero García en 1985 y restaurada en el año 2011 por D. Joaquín Domínguez Vidal. Situado en la parte delantera del Misterio, empuja con la mano izquierda a Jesús mientras agarra su lanza con la derecha.
- Apóstol Santiago Imagen realizada por D. Alfonso Berraquero García en el año 2002. Situado en centro del Misterio, a la izquierda de San Juan y detrás del Sayón, el Apóstol Santiago aparece de rodillas con los ojos clavados en Jesús, y las manos en el pecho, como si estuviera emitiendo una súplica.
- Judas Iscariote Imagen realizada por D. Joaquín Domínguez Vidal en el año 2002. Situado en la parte trasera del paso, detrás del árbol, agarrando con la mano derecha el saco que guarda las monedas por las que vendió a Jesús y con la izquierda intenta taparse la cara mientras huye del lugar donde Jesús es prendido.
- Sacerdote del Sanedrín Imagen realizada por D. Joaquín Domínguez Vidal en el año 2011. Situado en el Paso de Misterio tras la imagen de nuestro Titular. El Sacerdote anciano perteneciente al Sanedrín aparece señalando con el dedo índice de la mano izquierda a la imagen de Jesús Prendido, simbolizando con ello el dedo acusador de la humanidad. En la mano derecha sostiene el cetro con la víbora.

## Nuestros Pasos

### Paso de Misterio
Paso de estilo Barroco y en madera de cedro, según dibujo original de D. Manuel Guzmán, cuya realización correrá a cargo del mismo. Parihuelas y estructuras interiores en madera de pino de Flandes, con sistema de regulación de los palos. Canastilla de figura en planta y alzada, con cartelas en los centros de frente, trasera y laterales, rematado por jarras. Esquinas también en salientes, rematadas por ángeles. 
Juego de respiraderos compuesto de cartelas en los centros de frente, trasera y laterales, apliques en los medios centros de los laterales y esquinas tapajuntas. Un gran baquetón los recorre a la altura de la mesa de donde salen cuatro maniguetas. 
La iluminación está compuesta por cuatro candelabros de siete luces en las esquinas y dos de siete luces en los centros de los laterales, lo que hacen un total de cuarenta y dos luces. 

### Paso de Palio
María Santísima del Buen Fin, procesiona por primera vez el Martes Santo del año 1995 (11 de abril de 1995). A lo largo de estos años, el Paso de Palio que porta a nuestra Titular M. Stma del Buen Fin ha ido enriqueciéndose. El paso nuevo de María Santísima del Buen Fin tiene unos varales de orfebrería realizado en los talleres sevillanos de Manuel de los Ríos, siendo estrenados en el año 2000.
Los respiraderos también han sido realizado en los talleres sevillanos de Manuel de los Ríos, fueron estrenados en el año 2000.
En cada lateral y en el frontal lleva en policromía diversas escena de la vida de la Virgen, así como tres capillas, una en el frontal con la imagen de San José Artesano, titular de la parroquia y otra en cada lateral con las imágenes de los padres de la Virgen, Santa Ana y San Joaquín, siendo autor de todas las imágenes policromada Joaquín Domínguez Vidal.
La peana sobre la que procesiona María Santísima del Buen Fin, ha sido donada por los cargadores.
El juego de ánforas y violeteras han sido realizados en los talleres de Manuel de los Santos, cuyo estrenos tendrían lugar en el año 2001 y 2002 respectivamente.
El terciopelo del palio, bambalinas, manto y caídas en color cardenal se estrenó el Martes Santo de 2004 siendo donado por un grupo de mujeres colaboradoras, incorpora en el palio Gloria de policromía que representa las tres virtudes: La Fe, La Esperanza y la Caridad obra de Joaquín Domínguez Vidal.
En el año 2005 donado por los hermanos de la Hermandad se estrena la candelaria obra de Antonio de los Santos.
En marzo del año 2006 se bendicen y se estrenan los Candelabros de Cola, de once luces cada uno también obra de D. Antonio Santos Campanario.

## Cultos

### Cultos Internos a los Titulares
- Tríduo en honor a Ntro. Padre Jesús del Prendimiento, se celebra en la segunda semana de Cuaresma finalizando el último día con la Función Principal de Instituto.
- Besapie a Ntro Padre Jesús del Prendimiento, tendrá lugar en uno de los días del Tríduo.
- Función en honor a María Santísima del Buen Fin, tendrá lugar el 8 de diciembre, festividad de la Inmaculada Concepción. Tras la Función tendrá lugar el Pregón en honor a M. Stma. del Buen Fin
- Besamanos a María Santísima del Buen Fin, tendrá lugar el Domingo de Pasión.
- Función en honor a San Juan Evangelista, tendrá lugar el día de su festividad el 27 de diciembre.

### Otros Cultos Internos
- Cultos Mensuales, como norma general tendrán lugar el segundo viernes de cada mes.
- Misa por Nuestros Hermanos Difuntos, tendrá lugar el segundo viernes del mes de noviembre.
- Exaltación a la Eucaristía, tendrá lugar cada año en víspera de la festividad de Corpus Christi en torno a la Eucaristía, para rendir cultos a Jesús Sacramentado, siendo este nuestro principal titular.

Los actos eucarísticos como preparación de la Solemnidad del Santísimo Corpus Christi, comienzan con la Exaltación a la Eucaristía, organizado por las Hermandades Sacramentales de nuestra Ciudad..
- Vía Lucis Parroquial, organizado por la Hermandad de la Resurrección y presidido por la Imagen de Nuestra Señora de la Victoria, Titular de la Hermandad de la Resurrección, en el cual nuestra Hermandad participa de forma activa.

### Cultos Externos

#### Vía Crucis

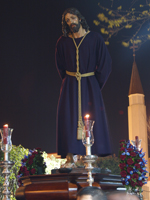
Vía Crucis

La Hermandad realiza el piadoso ejercicio del Vía - Crucis Parroquial, a cargo de la Imagen de Nuestro Padre Jesús del Soberano Poder en su Prendimiento, recorriendo los jardines del Parque Almirante Laulhé, lugar emblemático de la Hermandad cada Martes Santo.
La primera estación se realiza en el interior del Templo al igual que la última estación.
Las distintas estaciones del Vía Crucis tienen lugar a cargo de los distintos grupos que forman la Parroquia, estando acompañado en todo momento por numerosos hermanos, vecinos del Barrio del Parque, feligreses de nuestra Parroquia, cofrades, además de numeroso público.
La Imagen de Jesús del Prendimiento, está portada en todo momento por los cargadores de la Hermandad.
En este Vía Crucis participa un grupo de música de capilla, compuestos por los músicos que siempre han acompañado al cortejo.

#### Procesión del Corpus Christi
Nuestra Hermandad asiste corporativamente a la Procesión del Corpus Christi, portando la Bandera de la Hermandad y el Banderín Sacramental, participando activamente en el transcurso de la procesión dado el carácter sacramental de nuestra Hermandad.

#### Estación de Penitencia
La Hermandad realiza su Estación de penitencia en la tarde-noche del Martes Santo, realizando una Estación Menor de Penitencia en el Convento de las Madres Capuchinas.
Itinerario: General García de la Herrán, Antonio López, Plaza Jesús de Medinaceli, Constructora Naval, Colón, Beato Marcelo Spínola, Diego de Alvear, Real, Plaza de la Iglesia, Real, CARRERA OFICIAL, Isaac Peral, Acceso Parque Almirante Laulhé, Paseo Virgen del Buen Fin (Interior Parque Almirante Laulhé), Avenida Dr. Revuelta Soba, General García de la Herrán, a su Templo.

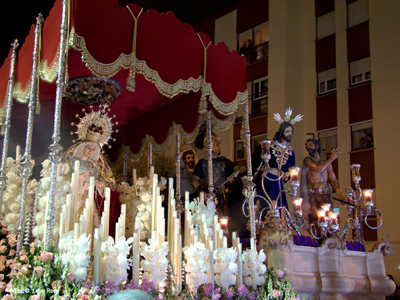
Estación Penitencia

En el primer paso se representa la escena del Prendimiento de Jesús en el Huerto de Getsemaní, atado y maniatado, con las manos hacia atrás y el cuerpo inclinado, siendo conducido por un sayón en actitud de agredirle por detrás y por un romano del sanedrín que le empuja por la espalda, mientras es señalado por un Sacerdote del Sanedrín acusándole como culpable. San Juan y el Apóstol Santiago contemplan la escena en actitud de desconcierto y sorpresa, mientras San Pedro, agarra la espada en actitud atacante por arrestar a su Maestro.
Un olivo natural contemplan la escena, bajo el cual se encuentra Judas Iscariote abandonando la escena, llevando en su mano izquierda una bolsa con 30 monedas de plata. En esta escena el escultor introduce una imagen novedosa y desconocida en la imaginería, como es el romano del sanedrín.
En el segundo paso procesiona María Santísima del Buen Fin, luciendo el terciopelo del palio, bambalinas, manto y caídas en color cardenal, incorpora en el palio Gloria de policromía que representa las tres virtudes: La Fe, La Esperanza y la Caridad. Obras de gran valor artístico del paso son la candelería, jarras y respiraderos, repujados en plata de ley.

## Otros Actos
- Pregón en honor a M. Stma del Buen Fin. La Hermandad organiza anualmente este Pregón desde 1986, y desde entonces, de manera ininterrumpida, se vino produciendo al principio el 15 de agosto y en 1995, con la Primera Salida Procesional de la Virgen se cambió para el día de la Festividad de la Inmaculada Concepción.
- Procesión Magna. Con motivo del Centenario de la Constitución de 1812, El Sábado Santo del 2010 nuestra Ciudad organizó una Procesión Magna en la que participaron todas las Hermandades de nuestra Ciudad.
- Vía Crucis Diocesano. El 14 de agosto de 2011, tuvo lugar la participación de nuestra Hermandad en el Solemne Vía Crucis Diocesano celebrado por las calles de la Ciudad de Cádiz.

## Acompañamiento Musical

### Acompañamiento Musical Paso de Misterio
2017 - 2021 Agrupación Musical Lágrimas de Dolores (San Fernando).
2013 - 2016 Agrupación Musical Sagrada Resurrección (Sanlúcar de Barrameda - Cádiz)
2009 - 2012 Agrupación Musical Ecce Mater (Cádiz).
1995 - 2008 Agrupación Musical Virgen de las Lágrimas (San Fernando).
1993 - 1994 Banda Sinfónica Municipal (San Fernando)

### Acompañamiento Musical Paso de Palio
2021 Banda de Música de Nuestro Padre Jesús Nazareno y María Santísima de los Dolores (San Fernando).
2013 - 2020 Banda de Música San José Artesano (San Fernando)
2005 - 2012 Banda de Música de Nuestro Padre Jesús Nazareno y María Santísima de los Dolores (San Fernando)
1995 -  ? Banda Sinfónica Municipal (San Fernando)

## Composiciones Musicales
- Cuando Salgo al Escenario, de Salomé 1991
- Miénteme, de Salomé 1991
- Prendimiento, de José María Gómez Rodríguez en 1999.
- Cautivo por Traición, de Daniel Rodríguez y Daniel Fernández en 2001.
- Treinta Monedas de Cristo, de Daniel Rodríguez y Daniel Fernández en 2003.
- En tu Prendimiento, Soberano, de José Domingo del Castillo Matías en 2014.
- De vuelta al Sinaí, de Rafael Ahumada Zuaza en 2016.
- Gitano, de Alberto González Bermejo y Francis Fernández en 2016.
- Tu Presencia es mi Fe, de Rafael Ahumada Zuaza en 2017
- En tu Caminar, Soberano, de Alberto González Bermejo y Francis Fernández en 2020.

Banda de música
- María Santísima del Buen Fin, de Juan Ramón Laz González en 1995.
- Soberano Poder, de Manuel Serrano Rodríguez en 1996.
- Nuestra Señora del Buen Fin Manuel Serrano Rodríguez en 2002.
- Reina del Parque, de Roberto Meléndez Fraga y Daniel Toro García en 2002.
- Arruyo para mi Virgen, de Juan José Castellano en 2010.
- Santísima del Buen Fin, de José María Rodríguez Díaz en 2013.
- Flor de Azahar, de Juan Duro López en 2016.
- El Buen Fin, de Antonio Sanjuán Cumbre en 2017.

## Sede Canónica

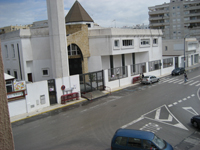
Iglesia S.José Artesano

En 1965, siendo Obispo de Cádiz y Ceuta, D. Antonio Añoveros Ataún, se realizó la “Santa Misión de la Bahía de Cádiz” creándose el Centro Misional San José Artesano, dependiente de la Parroquia de San Pedro y San Pablo, en los antiguos Almacenes “Pérez Vega”, cedidos por su propietario.
Finalizada la misma, el obispo dispone que el Centro Misional quede constituido en Parroquia, regentada provisionalmente por el arcipreste de la Ciudad y Párroco de San Pedro y San Pablo, Rvdo. P. Vicente Gaona Pacheco, auxiliado por los sacerdotes Jerónimo Cobacho Pinto, José Mª Mera García, y posteriormente José Casal Carrillo.
Por diversas consideraciones de tipo urbanístico, el Ayuntamiento llega a un convenio con el Obispado para rectificar el acuerdo anterior y el 14 de marzo de 1988 se aprueba ceder el terreno de la C/ García de la Herrán 42-44, acuerdo condicionado a la aprobación del P.G.O.U. que estaba en tramitación.El 1 de mayo de 1993 se ponía la Primera Piedra simbólica por D. Antonio Dorado Soto, que al poco tiempo pasaba a ocupar la sede apostólica de Málaga.
El 18 de junio de 1998, D. Antonio Ceballos Atienza, celebró solemnemente la Dedicación del Templo Parroquial. Por lo tanto, ahora reside nuestra Parroquia en pleno corazón del Barrio del Parque.
La Iglesia es de estilo moderno, de planta octogonal, tan solo tiene, pinturas sobre la pared, es una especie de gran dosel que rodea la Iglesia, por dentro en la cara interna de la bóveda. Las imágenes, el Cristo, la Virgen y San Juan, están situadas a la derecha del Altar mayor, en una oquedad semicircular, sobre una sencilla tarima de mármol, sin ningún tipo de adorno, tan solo el cristo reposa sobre una peana de mármol.